# Stanisław Longosz
Stanisław Longosz (ur. 14 marca 1938 w Brzezinach) – polski duchowny katolicki, patrolog, założyciel i były redaktor naczelny pisma patrystycznego "Vox Patrum".

## Życiorys
Jest synem Franciszka i Emilii z domu Kramarz. Szkołę podstawową ukończył w Brzezinach w 1952 r., natomiast szkołę średnią w Niższym Seminarium Duchownym w Tarnowie, gdzie w 1956 r. uzyskał świadectwo dojrzałości. Bezpośrednio po maturze wstąpił do Wyższego Seminarium Duchownego, a po 6 latach studiów w Instytucie Teologicznym przyjął święcenia kapłańskie w dniu 24 czerwca 1962 r. z rąk bpa Jerzego Ablewicza. Jako wikariusz pracował najpierw przez 2 lata w Szczucinie, a następnie przez rok w parafii św. Mateusza w Mielcu. W 1965 r. został skierowany na studia z filologii klasycznej w Katolickim Uniwersytecie Lubelskim, ukończone w 1970 r. pracą magisterską pt. Inwektywa przeciw panującym u łacińskich pisarzy chrześcijańskich. Obelgi Lucyferiusza z Calaris przeciw Konstancjuszowi w świetle tradycji inwektywy starożytnej. W 1971 r. uzyskał licencjat z teologii w zakresie historii Kościoła ze specjalizacją w patrologii na podstawie pracy pt. Problem literackiej spuścizny Ariusza. Po studiach na KUL-u wyjechał do Rzymu, gdzie w 1976 roku obronił doktorat z nauk patrystycznych i teologii w Instytucie Patrystycznym "Augustinianum" na Papieskim Uniwersytecie Laterańskim. Po powrocie do Polski pracował jako wikariusz w parafii katedralnej w Tarnowie (1976-1978). Zlecono mu m.in. katechizację młodzieży III Liceum Ogólnokształcącego im. A. Mickiewicza i opiekę nad miejscowym Klubem Inteligencji Katolickiej. W 1977 roku został prezesem Polskiej Sekcji Patrystycznej przy Komisji Episkopatu Polski do spraw Nauki Katolickiej. W latach 1978–1980 pełnił obowiązki wykładowcy j. łacińskiego w Wyższym Seminarium Duchownym w Tarnowie. W 1980 roku rozpoczął pracę w Międzywydziałowym Zakładzie Badań nad Antykiem Chrześcijańskim KUL (wicedyrektor od 1981 r. i dyrektor od 1991 r.). 
Jest twórcą i byłym redaktorem naczelnym "Vox Patrum” (od 1981 roku). Pełni też funkcję sekretarza naukowego Komisji Badań nad Antykiem Chrześcijańskim. W 1998 roku uzyskał stopień doktora habilitowanego nauk humanistycznych w zakresie literaturoznawstwa wczesnochrześcijańskiego. 
Od 2001 roku pełnił funkcję kierownika Katedry Historii Rodziny Chrześcijańskiej w Instytucie Nauk o Rodzinie. Od 2002 profesor nadzwyczajny KUL w Katedrze Historii Rodziny Chrześcijańskiej w Instytucie Nauk o Rodzinie.
Dwukrotnie (1990, 2006) otrzymał zespołową nagrodę Ministra Nauki i Szkolnictwa Wyższego, dwukrotnie (2000, 2003) nagrodę Rektora KUL, a także Krzyż Kawalerski Orderu Odrodzenia Polski (2005) od Prezydenta Rzeczypospolitej Polskiej za propagowanie antyku chrześcijańskiego w Polsce. W 2007 r. otrzymał godność Kapelana Jego Świątobliwości.